# Ермонино
Ермонино — деревня в Собинском районе Владимирской области, входит в состав Толпуховского сельского поселения.

## География
Деревня расположена на автодороге 17А-2 Колокша — Кольчугино — Александров — Верхние Дворики в 5 км на запад от центра поселения деревни Толпухово и в 19 км на север от райцентра города Собинка.

## История
В конце XIX — начале XX века деревня входила в состав Ставровской волости Владимирского уезда. В 1859 году в деревне числилось 58 дворов, в 1905 году — 76 дворов, в 1926 году — 48 хозяйств.
С 1929 года деревня входила в состав Добрынинского сельсовета Ставровского района, с 1932 года — в составе Ставровского сельсовета Собинского района, с 1945 года — вновь в составе Ставровского района, с 1954 года — в составе Добрынинского сельсовета, с 1965 года — в составе Собинского района, с 1976 года — в составе Толпуховского сельсовета, с 2005 года — в составе Толпуховского сельского поселения.

## Население
| 1859 | 1905 | 1926 | 2002 | 2010 | 2021 |
| ---- | ---- | ---- | ---- | ---- | ---- |
| 358  | ↗447 | ↘209 | ↗260 | ↘236 | ↘220 |

## Инфраструктура
В деревне имеется фельдшерско-акушерский пункт.

## Достопримечательности
В деревне расположена действующая часовня иконы Божией Матери "Скоропослушница" (1875-1900)